# Castors de Québec
Die Castors de Québec waren eine kanadische Eishockeymannschaft aus Québec City, Québec. Die Mannschaft spielte von 1932 bis 1935 in der Canadian-American Hockey League.

## Geschichte
Das Franchise wurde 1926 als Mitglied der Canadian-American Hockey League gegründet. In der Saison 1927/28 erreichte die Mannschaft das Playoff-Finale, unterlag dort jedoch den Springfield Indians in einer vier Spiele andauernden Serie mit 14:22 Toren. Anschließend wurde die Mannschaft umgesiedelt und durch die Newark Bulldogs ersetzt. In der CAHL erreichten sie nach der Wiederaufnahme des Spielbetriebs 1932 einzig in der Saison 1934/35 die erste Playoff-Runde, in der sie den Providence Reds in einer Best-of-Five-Serie mit 1:3 Siegen unterlagen. Anschließend wurde das Franchise verkauft und durch die Springfield Indians ersetzt, die in der Zwischenzeit ebenfalls mit dem Spielbetrieb ausgesetzt hatten.